# Bocskai Vince
Bocskai Vince újabban Bocskay (Szováta, 1949. december 16. –) erdélyi magyar szobrászművész. A Magyar Művészeti Akadémia tagja (2005).

## Életútja
Kolozsvárt a Ion Andreescu Képzőművészeti Főiskola (1968–74) végezte képzőművészeti tanulmányait. Mesterei: Kós András, Korondi Jenő, Lövith Egon és Virgil Fulcea voltak. Diplomája kézhezvétele után visszament szülővárosába rajzot tanítani. A Marosvásárhelyi Műhely tagja lett 1976 és 1981 közt, a parajdi alkotótáborban, az egykori sóbányában nagyméretű domborműveket faragott.
1977 óta kiállító művész, először Székelyudvarhelyen mutatta be kisplasztikáit, majd 1978-ban Marosvásárhelyen. Az 1990-es évek elején Nyíregyházán, Budapesten is szerepeltek munkái. 1996 októberében a Barabás Miklós Céh által rendezett képzőművészeti kiállításon vett részt Kolozsvárt a Bethlen Kata Diakóniai Központban. 2006-ban az Marosvásárhelyen a Bernády Házban az 1956-os forradalom tiszteletére rendezett képzőművészeti kiállításon szerepelt 3 méter magas Márton Áron szobrának kicsinyített másolatával.

## Galéria

Bernárdy György polgármester szobra Marosvásárhelyen felállítva 1994-ben
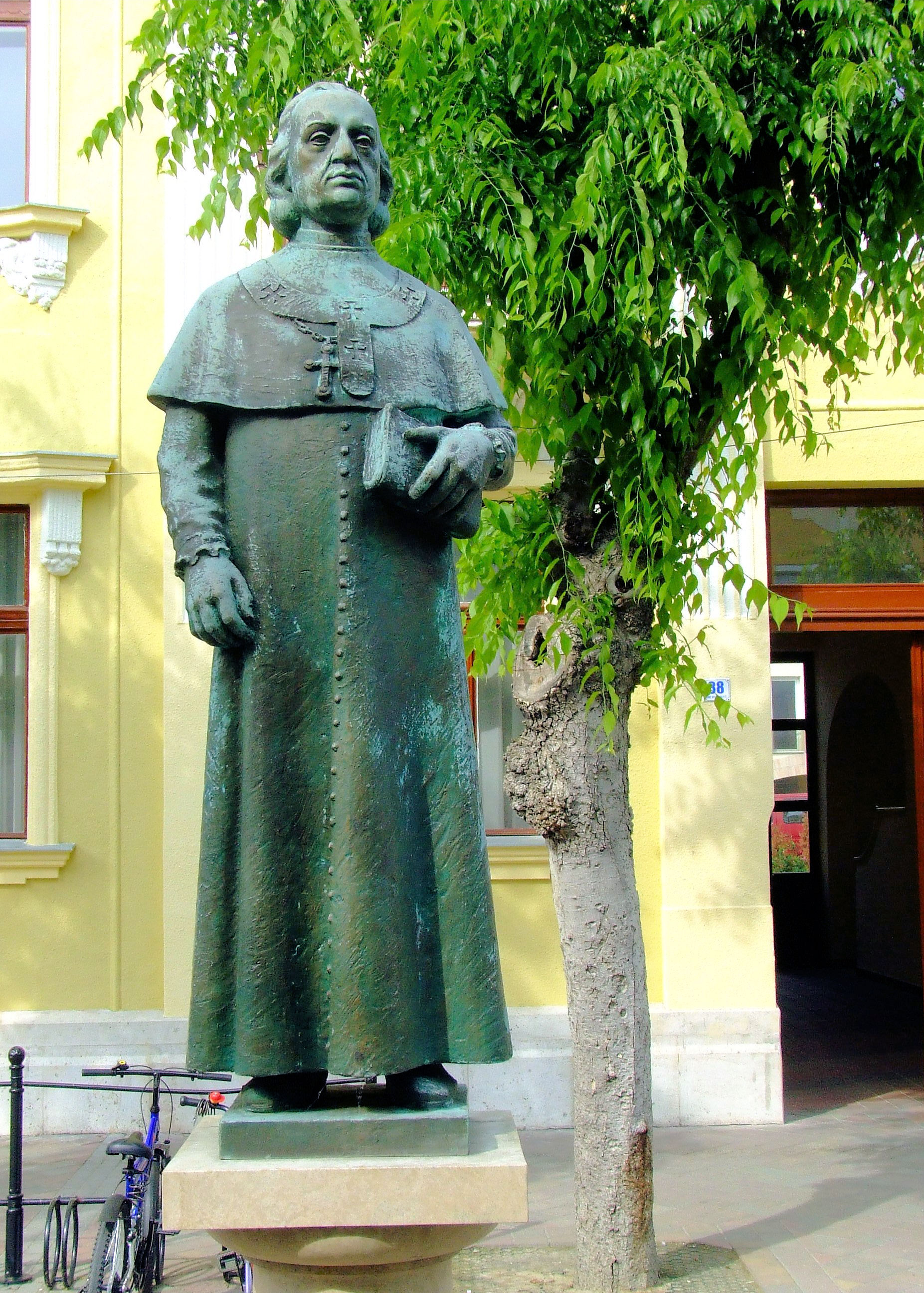
Patachich Ádám kalocsai érsek szobra Kalocsán felállítva 2000-ben
Márton Áron szobra Kolozsvárt felállítva 2009-ben

## Emlékmű szobrászatáról
1990 óta terrakottában készült szobraival foglalkoztatott köztéri szobrásszá vált Erdélyben, s Magyarországon is. Köztéri portrészobrait gondos mintázás és az úgynevezett "groteszk realizmus" jellemzi. Megalkotta Petőfi Sándor (1992) és Nicolae Bǎlcescu (1992) szobrát Szovátának. Petőfi Sándor mellszobrának egy hasonmás példányát 1993-ban Százhalombattán is felállították. Remekbe sikerült Mikes Kelemen portrészobra, amelyet már 1990-ben megalkotott, de majd csak 1996-ban került sor Zágonban való felállítására. Egész alakos Mikó Imre szobrát Sepsiszentgyörgyön állították fel 1998-ban.
Legtalálóbb talán Márton Áron püspök egész alakos szobra, amelyet 2009-ben állítottak fel Kolozsvárt. Saját szülővárosa számára is állítottak fel egy szerényebb Márton Áron szobrot ugyancsak Bocskai Vince tervei szerint 2008-ban. Sütő András portrészobra Sopronban (2011) szintén karakteres alkotás.
A rendszerváltást követő két évtized a szobrok időszaka lett Erdélyben, ebbe az alkotó folyamatba kapcsolódott be Bocskai Vince. Említett nevezetes szobrai mellett megalkotta az I. és a II. világháború és a kommunista diktatúra áldozatainak emlékművét Szovátának, Székelyudvarhelynek, az emlékműveket mindkét helyen 1996-ban állították fel. A kézdivásárhelyiek az 1848–49-es forradalom és szabadságharc, az I. és a II. világháború hősi halottainak állítottak emlékművet 2002. szeptember 13-án, 253 név került fel a Bocskai Vince alkotta emlékmű márványtalapzatára.
Báró altorjai Apor Vilmos vértanú püspök szobra Gyulán lett felállítva 1998-ban.
Nagyváradnak millenniumi oszlopot készített, 2000 augusztusban állították fel. Bocskai Vince Bod Péterről készített mellszobrát Felsőcsernátonban, Bod Péter szülőhelyén leplezték le 2001. augusztus 4-én.

## Társasági tagság
- A Szovátai Bernády György Művelődési Egyesület vezetőségi tagja (1991 óta)
- A Barabás Miklós Céh tagja

## Díjak, elismerések
- Pro Cultura Hungarica-díj (2009)
- Szervátiusz Jenő-díj (2022)

## Kapcsolódó információk
- Lakatos István: A kisplasztikáktól a köztéri szobrokig. Beszélgetés Bocskay Vince szobrászművésszel. Erdélyi Napló (Nagyvárad), 2002. október 15.
- Takács Gábor: Márton Áron – a Szent Mihály-templom fenyőfáinak árnyékában. Látogatás Bocskay Vince szobrászművész szovátai műtermében. Szabadság (Kolozsvár), 2006. október 7.